# Reserva Comunal Machiguenga
Die Reserva Comunal Machiguenga (RCM) ist ein Schutzgebiet von kommunalem Rang im Osten von Peru in der Region Cusco, das sich über die Ostflanke der nördlichen Cordillera Vilcabamba erstreckt. Das Schutzgebiet wurde am 14. Januar 2003 eingerichtet. Verwaltet wird es von der staatlichen Naturschutz-Agentur Servicio Nacional de Areas Naturales Protegidas por el Estado (SERNANP). Das Areal besitzt eine Größe von 2189,06 km². Es dient der Erhaltung des tropischen Nebelwaldes und damit einem Ökosystem bedrohter Pflanzen- und Tierarten. Es wird in der IUCN-Kategorie VI als ein Schutzgebiet geführt, dessen Management der nachhaltigen Nutzung natürlicher Ökosysteme und Lebensräume dient. Das Areal bildet das Siedlungsgebiet der indigenen Volksgruppen der Machiguenga, Asháninka, Caquinte und Yine-Yami.

## Lage
Das Schutzgebiet erstreckt sich entlang der östlichen Grenze des Nationalparks Otishi und ist Teil eines Verbundes mehrerer Schutzgebiete. Es liegt an der Ostflanke der nördlichen Cordillera Vilcabamba im Distrikt Echarati der Provinz La Convención. Das Gebiet wird nach Nordosten zum Río Urubamba entwässert.

## Ökosystem
Das Schutzgebiet befindet sich in der kollinen Höhenstufe am Rande des Amazonastieflands. Zu den Säugetieren in dem Gebiet gehören der Rote Brüllaffe (Alouatta seniculus), der Weißstirnklammeraffe (Ateles belzebuth), der Gehaubte Kapuziner (Sapajus apella), der Bolivianische Totenkopfaffe (Saimiri boliviensis), der Jaguar (Panthera onca), der Puma (Puma concolor), der Flachlandtapir (Tapirus terrestris), der Großmazama (Mazama americana), das Neunbinden-Gürteltier (Dasypus novemcinctus), das Paka (Cuniculus paca) und Nabelschweine. In dem Areal kommen mehr als 150 Vogelarten vor, darunter die Gattung der Grünfischer (Chloroceryle), der Silberreiher (Ardea alba), der Königsgeier (Sarcoramphus papa), der Amazonashokko (Mitu tuberosum), der Spixguan (Penelope jacquacu), der Grünflügelara (Ara chloroptera) und der Gelbbrustara (Ara ararauna).